# Canoco
Canoco (canonical correspondence analysis) ist ein von Cajo J. F. ter Braack in den 1980er Jahren entwickeltes Computerprogramm zur ökologischen Vegetationsanalyse.
Canoco ist eine Weiterentwicklung von DECORANA. Die Besonderheit von Canoco liegt darin, die Zusammensetzung von Artenaufnahmen, z. B. von Vegetationsaufnahmen, auf Variationen von bekannten Umweltvariablen zurückzuführen. Die übliche Korrespondenzanalyse nutzt die Methode des recoprocal averaging, um aus Datensätzen zum Vorkommen oder zur Häufigkeit von Arten latente Dimensionen zu extrahieren, nach denen sich die Arten anordnen lassen. Diese Dimensionen werden in der Regel in einem zweiten Schritt nach ihrer Korrelation mit Umweltvariablen untersucht („indirekte“ Gradientenanalyse).
Im Gegensatz zur zweischrittigen indirekten Gradientenanalyse leistet Canoco eine direkte Gradientenanalyse in einem Berechnungsschritt. Dazu wird eine zusätzliche Einschränkung (Restriktion) in die Korrespondenzanalyse eingefügt: Die latenten Dimensionen dürfen nur als Linearkombination der Umweltvariablen gebildet werden. Folglich kann die geometrische Anordnung der Arten unmittelbar in Bezug auf die Umweltgradienten interpretiert werden. Es können so viele Dimensionen extrahiert werden, wie Umweltvariablen vorhanden sind. Für Datensätze, in denen die Artenverteilung einer Normalverteilung in Form einer „Glockenkurve“ folgt, stehen besondere „detrending“-Prozeduren zur Verfügung.
Die Windows-Version von Canoco wurde gemeinsam mit Petr Šmilauer entwickelt.